# Flyriella
Flyriella là một chi thực vật có hoa trong họ Cúc (Asteraceae).

## Loài
Chi Flyriella gồm các loài:

- Flyriella chrysostyla (B.L. Rob.) R.M. King & H. Rob. - (Eupatorium chrysostylum B.L. Rob.) - Chihuahua
- Flyriella harrimanii R.M. King & H. Rob. - Tamaulipas
- Flyriella leonensis (B.L. Rob.) R.M. King & H. Rob. - (Eupatorium leonense B.L. Rob.) - Nuevo León
- Flyriella parryi (A. Gray) R.M. King & H. Rob. - (Eupatorium parryi A. Gray) - Chihuahua, Coahuila, Nuevo León, Texas,[4]
- Flyriella sphenopoda (B.L. Rob.) R.M. King & H. Rob. - (Eupatorium sphenopodum B.L. Rob.) - Nuevo León
- Flyriella stanfordii R.M. King & H. Rob. - Nuevo León, Tamaulipas